# Ablai Khan Universiteit van Kazachstan voor Internationale Relaties en Wereldtalen
De Ablai Khan Universiteit van Kazachstan voor Internationale Relaties en Wereldtalen (Kazachs: Abylaı han atyndaǵy Qazaq Qatynastar jáne Álem Tilderi Ýnıversıteti) is een private onderzoeksuniversiteit, gevestigd in Almaty, Kazachstan. De universiteit werd opgericht in 1941 als het Pedagogisch Instituut van Almaty voor Buitenlandse Talen en is een van de oudste instituten in het land voor de studie van buitenlandse talen.
In de QS World University Rankings van 2020 staat de Ablai Khan Universiteit van Kazachstan voor Internationale Relaties en Wereldtalen wereldwijd op een 801-1000de plaats, waarmee het de 10e Kazachse universiteit op de ranglijst is.